# Klaver
Klaver (uttal: /klave':r/) är ett samlingsnamn för alla musikinstrument med klaviatur (pianon, orglar, klavikord, cembalo med mera samt elektriska pianon). Alternativt syftar det på ett klaviaturinstrument där strängarna slås an med hammare, inklusive piano, klavikord och hammarklaver.

## Etymologi
Ordet är gemensamt med tyskans Klavier (betyder idag helt enkelt piano) och franskans clavier ('klaviatur'). I Sverige kopplas det även samman med handklaver, som i folkmun betyder dragspel. 

## Historisk användning
Från 1600- till och med 1800- talen brukades ordet om alla slags klaverinstrument med strängar med liten eller ingen åtskillnad – annat än att det kanske oftast avsåg klavikord, som var det vanligaste klaveret. Under 1700-talet i Tyskland menades med Flügel faktiskt cembalo, trots att ordet senare i svenska språket kommit att syfta på en sorts piano. Ordet betyder vinge och syftar helt enkelt på instrumentens form. Med ordet klaver förstås idag i musikerkretsar med all sannolikhet hammarklaver eller fortepiano.
Under äldre tid var ordet också det normala för vad man idag kallar klaviatur – för såväl händer som fötter. Det fanns sålunda manualklaver och pedalklaver; om orglars klaver sade man också ofta [en] manual- respektive pedalklav.